# Avenue du Président-John-Fitzgerald-Kennedy (Antony et Massy)
Pour les articles homonymes, voir Avenue du Président-John-Fitzgerald-Kennedy.
L,avenue du Président-John-Fitzgerald-Kennedy est une avenue d'Antony et de Massy dans le quartier du Centre ou du Vieux-Massy. Elle suit la route départementale 66, anciennement route nationale 188.

## Situation et accès

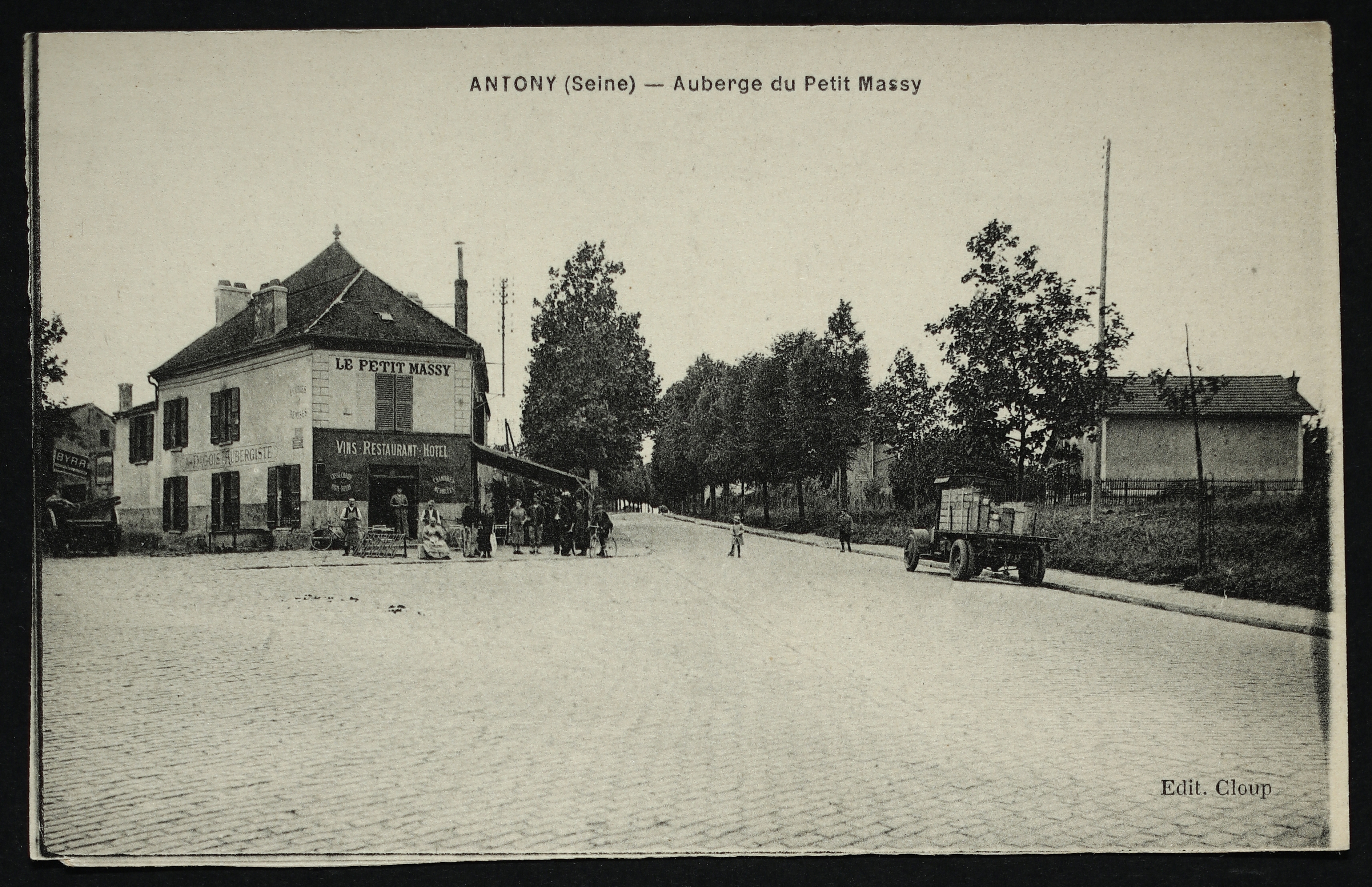
Embranchement des routes d'Orléans et de Chartres, et auberge du "Petit-Massy", vers 1900.

Orientée d'ouest en est, elle rencontre notamment la rue Rameau, la rue Léonie puis la rue Mirabeau à Antony.
Elle se termine au rond-point de l'avenue de la Division-Leclerc et de l'avenue du Maréchal-Leclerc, en un lieu-dit nommé « Petit Massy », station du chemin de fer Paris - Arpajon.

## Origine du nom
Elle porte le nom de John Fitzgerald Kennedy (1917-1963), 35e président des États-Unis.

## Historique

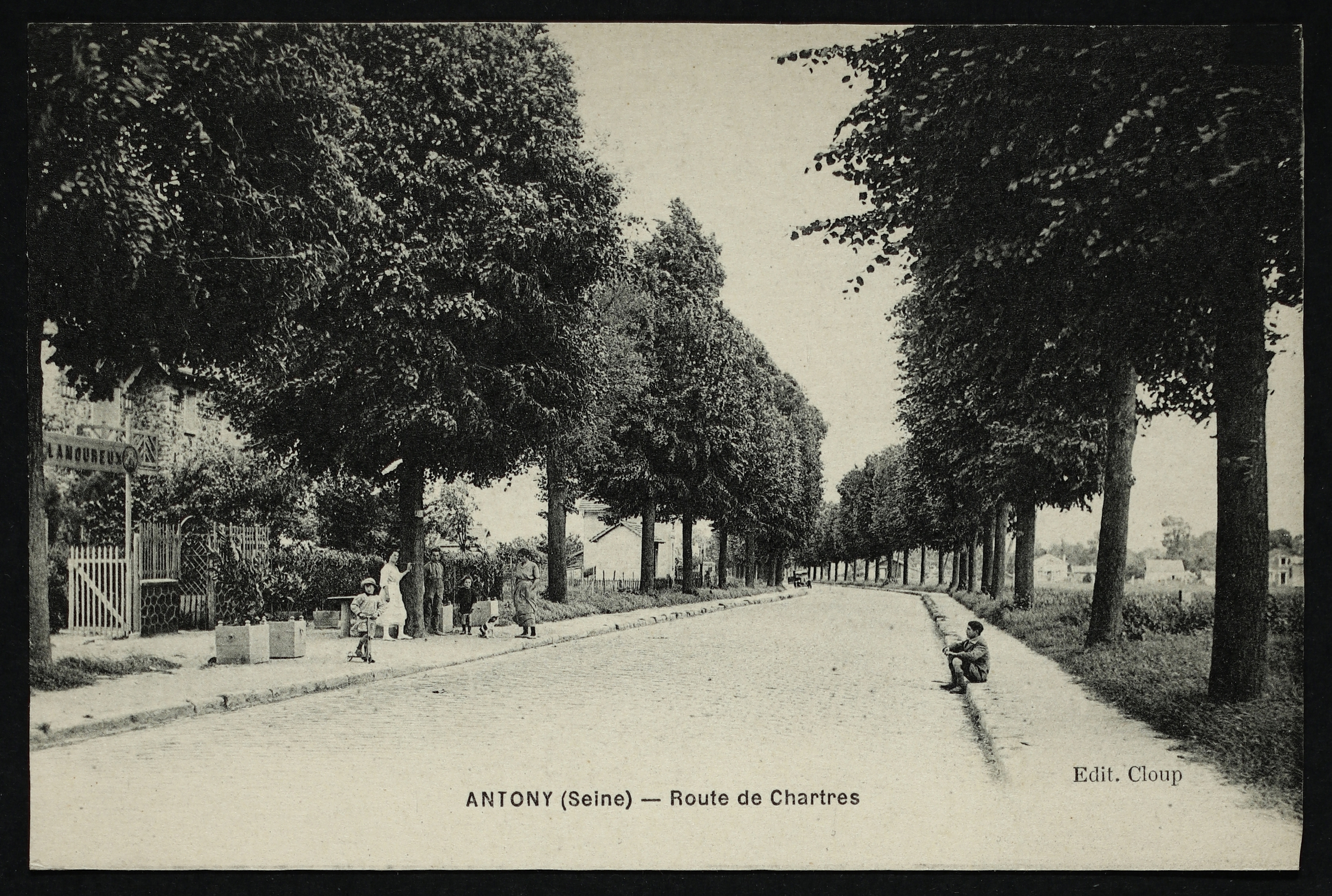
La rue de Chartres à Antony.

Cette voie de circulation était autrefois la « route nationale no 188 de Paris à Chartres » puis « route de Chartres ».
Le 12 novembre 1804 (21 brumaire an XII), le décret impérial no 947 promulgué par Napoléon Bonaparte fixe que cette route formera la limite entre Massy et Antony, et entre les anciens départements de la Seine et de la Seine-et-Oise.
C'est en 1956 qu'y est décidée la construction du Grand Ensemble de Massy-Antony. Il sera rénové en 2012.